# Чемпіонат Професійної асоціації гольфу
Чемпіонат PGA — турнір з гольфу, один і чотирьох мейджорів. Його щорічно проводить Професійна асоціація гольфістів Америки (PGA). Чемпіонат традиційно прохдив у серпні, за тиждень до Дня праці. Починаючи з 2019 року проведення турніру перенесено на травень.  Турнір проходить на різних трасах, але здебільшого це відомі траси, які вибирають також для інших великих турнірів, наприклад чемпіонатів США, або для Кубку Райдера.
Перший чемпіонат було проведено 1916 року, одразу ж після заснування PGA. До 1957 року турнір проходив у матчевому форматі, з 1958-го — в звичному форматі для всіх мейджорів, тобто на найменшу кількість ударів, 72 лунки, впродовж 4-х днів. Після перших двох змагальних днів число гравців скорочується до 70 (дещо більше, враховуючи однакові результати в кількох гольфістів).
Найбільше разів (5) турнір вигравали Джек Ніклас та Волтер Гоґан. У Тайгера Вудса в активі 4 перемоги.

## Виноски
1. 1 2  History of the PGA Championship. PGA of America. Процитовано 1 травня 2014.

| Спорт | Це незавершена стаття про спорт. Ви можете допомогти проєкту, виправивши або дописавши її. |